# Résolution 1904 du Conseil de sécurité des Nations unies
 (juin 2024).
Si vous disposez d'ouvrages ou d'articles de référence ou si vous connaissez des sites web de qualité traitant du thème abordé ici, merci de compléter l'article en donnant les références utiles à sa vérifiabilité et en les liant à la section « Notes et références ».
Membres permanents
- Chine
- États-Unis
- France
- Royaume-Uni
- Russie

Membres non permanents
- Autriche
- Burkina Faso
- Costa Rica
- Croatie
- Japon
- Libye
- Mexique
- Turquie
- Ouganda
- Viet Nam

Résolution no 1903 Résolution no 1905
La résolution 1904 du Conseil de sécurité des Nations unies, a été adoptée à l'unanimité le 17 décembre 2009. Après avoir réitéré sa « condamnation sans équivoque » d'Oussama ben Laden, des talibans et d'Al-Qaïda pour « les actes terroristes criminels multiples et en cours », le Conseil a intégré de nouvelles mesures à son régime de sanctions vieux de dix ans contre les groupes terroristes et autres personnes qui leur sont associées. La décision d'adopter de nouvelles mesures découle de questions soulevées depuis résolution 1267 (1999) et les résolutions ultérieures qui imposaient des restrictions de voyage, des gels d'avoirs et un embargo sur les armes à Oussama ben Laden, aux talibans, à Al-Qaïda et à d'autres groupes associés, placés sous surveillance et sur la « liste consolidée » compilée par le comité du Conseil de sécurité créé par la résolution 1267. 

## Détails
Agissant en vertu du chapitre VII de la Charte des Nations unies, le Conseil s'est déclaré préoccupé par l'augmentation des enlèvements et des prises d'otages par des individus ou des groupes à des fins politiques ou dans le but de collecter des fonds. Elle a ajouté d'autres mesures en plus de celles déjà prévues par la résolution 1267 (1999), notamment en permettant aux États membres d'autoriser l'ajout aux comptes gelés « de tout paiement en faveur de personnes, groupes, entreprises ou entités répertoriés », à condition que ces paiements soient déjà soumis à mesures antérieures. Le Conseil a sensibilisé le Comité des sanctions à la nécessité que les dérogations pour raisons humanitaires soient mises en œuvre de manière transparente.
La résolution 1904 augmenterait également l'efficacité de la « liste consolidée », en rationalisant le processus d'inscription des noms de personnes et d'entités sur la liste, par exemple en demandant aux États membres de fournir autant d'informations que possible au Comité des sanctions.
Le Conseil crée également un bureau du médiateur pour une période initiale de 18 mois pour traiter les questions de radiation de la Liste. Un fonctionnaire serait nommé par le secrétaire général, avec des responsabilités décrites à l'annexe II de la résolution.
La résolution demande ensuite au comité des sanctions d'achever son examen de tous les noms figurant sur la « liste consolidée » d'ici le 30 juin 2010, et de procéder à un examen annuel de tous les noms qui n'ont pas été examinés depuis trois ans ou plus. Il a en outre demandé au comité de procéder à un examen approfondi de toutes les questions en suspens dont il était saisi et a exhorté ledit comité à résoudre ces questions, dans la mesure du possible, d'ici le 31 décembre 2010.
Enfin, le Conseil a décidé de prolonger le mandat de l'équipe de surveillance basée à New York qu'il a créée en 2004 en vertu de la résolution 1526, pour une période supplémentaire de 18 mois, et lui a également demandé de continuer à mettre en œuvre les mesures décrites dans un rapport visé dans la résolution 1822 (2008).

## Voir également
- Terrorisme
- Antiterrorisme